# Hematoma coriónico
El hematoma coriónico, también conocido como hemorragia coriónica es la acumulación de sangre entre el corion, una membrana que rodea el embrión, y la pared uterina. Con una incidencia del  3,1% de todos los embarazos es la alteración ecográfica más común, junto con la causa más común de sangrado en el primer trimestre.

## Causa y diagnóstico
Los hematomas coriónicos pueden ser causados por la separación del corion y del endometrio (membrana interior del útero). Los hematomas son clasificados según su localización entre las distintas capas de tejido.
- Hematomas subcoriónicos, el tipo más común, están entre el corion y el endometrio.
- Hematoma retroplacentar están completamente detrás de la placenta y no tocan el saco gestacional.
- Subamniotico o hematoma preplacentar están contenidos en el amnion y corion. Son raros.

La mayoría de pacientes con un hematoma subcoriónico pequeño están asintomáticos. Síntomas relacionados con esta alteración serían sangrado vaginal, dolor abdominal, parto prematuro y amenaza de aborto
La ecografía es el método preferido de diagnóstico. El hematoma coriónico aparece como una forma hipoecoica creciente adyacente al saco gestacional.  El hematoma es considerado pequeño si está por debajo del 20% del tamaño del saco y grande si esta por encima del 50%.

## Pronóstico y tratamiento
Los hematomas coriónicos están asociados a un riesgo aumentado de aborto espontáneo. Éste se calcula sobre un 9.3% de los pacientes con un feto vivo y con un hematoma identificado en el primer trimestre, de acuerdo con un estudio publicado por Benett et al., pero la mayoría se reducen naturalmente y no empeoran el pronóstico del paciente. No hay medidas terapéuticas conocidas.
- Datos: Q559266